# Rigouta
La rigouta ou gouta est un fromage de lactosérum fermier ou artisanal élaboré en Tunisie, principalement à Béja. Ce fromage historiquement fabriqué au petit-lait de brebis sicilo-sarde est fabriqué de nos jours à partir de lactosérum et de lait de vache.

## Fabrication
Le lactosérum est chauffé à 70°C et du lait est ajouté (un litre de lait pour neuf litres de lactosérum). L'ensemble est chauffé à 85°C pour coaguler les protéines (albumines et globulines). Du vinaigre ou du citron peut être ajouté pour accélérer la formation du caillé. Une fois que le caillé remonte en surface, le chauffage est arrêté et l'ensemble est brassé à température ambiante (durant trois à cinq heures).
Le caillé récupéré est placé dans des moules perforés, traditionnellement dans un panier de paille, du tissu, mais de nos jours le plus souvent dans un récipient percé en plastique ou en métal. Les principaux micro-organismes de la fermentation sont Lactococcus lactis et Enterococcus faecalis.
Elle sert également de base à de nombreuses préparations culinaires de la gastronomie du pays.